# John Morton (cardinal)
Pour les articles homonymes, voir John Morton et Morton.
John Morton, né vers 1420 et mort le 15 septembre 1500, est un archevêque, lord chancelier et cardinal anglais.

## Biographie
Né dans le Dorset, John Morton étudie au Balliol College, à Oxford. En février 1477, le roi Édouard IV l'envoie en France en tant qu'ambassadeur. Le 8 août 1479, il est nommé évêque d'Ely.
Opposé au roi Richard III qui est monté sur le trône en juin 1483, après avoir écarté les enfants d'Édouard IV pour illégitimité, il est confié au duc de Buckingham. Morton arrive à convaincre son geôlier de se rebeller contre le roi. La révolte du duc est sèchement écrasée en octobre 1483. Morton s'enfuit aux Pays-Bas bourguignons et est pardonné par Richard en décembre 1484. Il part ensuite à Rome. Il rentre en Angleterre après la victoire d'Henri VII en août 1485.
Le 6 octobre 1486, il est nommé archevêque de Canterbury par Henri VII, puis lord chancelier du royaume l'année suivante. En 1493, il est nommé cardinal de la Basilique Sainte-Anastasie de Rome. Il fut aussi Master of the Rolls de 1472 à 1479.
Il soutient le roi Henri VII dans sa volonté d'assainir les finances du royaume.
Il est interprété par Kenneth Cranham dans la série The White Princess, écrite en 2017 par Emma Frost et Philippa Gregory (d'après le roman de cette dernière).

## Sources
- (en) Cet article est partiellement ou en totalité issu de l’article de Wikipédia en anglais intitulé « John Morton (bishop) » (voir la liste des auteurs).